# UFC 158
O UFC 158: St. Pierre vs. Diaz foi um evento de MMA promovido pelo Ultimate Fighting Championship , ocorrido em 16 de março de 2013 no Bell Centre em Montreal, Quebec.

## Background
A luta principal foi entre Georges St. Pierre e Nick Diaz pelo Cinturão Meio Médio do UFC, o que gerou muitas controversas entre os fãs do esporte, devido a Diaz vir de derrota para Carlos Condit (último adversário de GSP), e vir de uma punição devido ao uso de maconha.
O evento era esperado para sediar a revanche entre Patrick Côté e Alessio Sakara, porém Sakara foi obrigado a se retirar da luta devido a problemas renais, a primeira luta aconteceu no UFC 154 e acabou com uma vitória contestada de Côté por desqualificação.
Sean Pierson era esperado para enfrentar Rick Story no evento, porém foi obrigado a se retirar da luta alegando uma lesão e foi substituído por Quinn Mulhern.
O evento também contaria com a esperada revanche entre Carlos Condit e Rory MacDonald, que lutaram no UFC 115, com vitória polêmica de Condit, porém MacDonald se lesionou e foi obrigado a se retirar da luta, para substituí-lo foi escolhido Johny Hendricks, que enfrentaria Jake Ellenberger, o adversário de Ellenberger foi o ex-Campeão Peso Meio Médio do Strikeforce e ex-desafiante ao Cinturão Peso Médio do UFC Nate Marquardt.
Mitch Gagnon era esperado para enfrentar Issei Tamura no evento, porém foi forçado a se retirar devido a uma lesão e foi substituído por T.J. Dillashaw.
Johnny Eduardo era esperado para enfrentar Yves Jabouin no evento, porém Eduardo se lesionou e foi obrigado a se retirar. Jabouin foi retirado do card, devido à Eduardo anunciar a lesão uma semana antes do evento acontecer.

## Card Oficial
Nota 1 Pelo Cinturão Meio-Médio do UFC.

## Bônus da Noite
- Luta da Noite (Fight of the Night):  Carlos Condit vs.  Johny Hendricks
- Nocaute da Noite (Knockout of the Night):  Jake Ellenberger
- Finalização da Noite (Submission of the Night): Não houve lutas terminadas em finalização